# George Ezra
George Ezra Barnett (Hertford, Anglaterra, 7 de juny de 1993) és un cantant i compositor anglès. El seu àlbum Wanted on Voyage i el senzill «Budapest» van llançar la seva carrera a nivell internacional el 2014, quan van ingressar entre les deu principals posicions a més de deu països, i es van vendre amb èxit. Ezra va rebre un ampli reconeixement pels seus treballs, entre d'altres va ser nominat al Premi Brit per l'àlbum britànic de l'any, senzill britànic i artista masculí britànic a l'edició de 2015.

## Biografia
L'octubre del 2013 llançà el seu primer EP Did You Hear the Rain? distribuït en format digital a través d'iTunes, que va arribar al número 11 de les llistes a Itàlia i al número 10 al Regne Unit. Va fer aparicions radiofòniques regulars a la BBC Radio 1 a final del 2013, amb les cançons «Did You Hear the Rain?» i «Budapest», amb la qual arribà a liderar les llistes d'Àustria i Nova Zelanda i va ocupar la tercera posició al Regne Unit i Alemanya. L'estiu de l'any 2013 va tocar a la presentació de la BBC del Festival de Glastonbury.
El seu segon EP, Cassy O, fou publicat el març del 2014, i el 30 de juny del mateix any llançà un primer àlbum d'estudi Wanted on Voyage, que va aconseguir el primer lloc al Regne Unit i el top ten a set països més. Va ser el tercer àlbum més venut de 2014 al Regne Unit. L'àlbum també va arribar al número 19 a les llistes de Billboard 200 als Estats Units.
Ezra va anunciar el 19 de gener de 2018 el nom d'un nou single «Paradise» i el segon àlbum d'estudi Staying At Tamara's que va publicar el 23 de març de 2018 per Columbia Records. Aquest va aconseguir el primer lloc al Regne Unit i el top ten a set altres països. «Paradise» va assolir la segona posició a la UK Singles Chart.

## Influències i estil
Ezra cita Bob Dylan i Woody Guthrie com influències musicals. Compon principalment música folk, encara que també incorpora altres gèneres com el blues i el rock. És baríton i la seva veu ha estat definida com una veu molt madura per a l'edat que té.

## Discografia
| Títol                  | Format                                                  | Data de publicació    | Discogràfica             | Certificacions |
| ---------------------- | ------------------------------------------------------- | --------------------- | ------------------------ | -------------- |
| Wanted on Voyage       | Àlbum d'estudi en format de descàrrega digital, CD i LP | 30 de juny del 2014   | Columbia Records         | BPI: 4× Platí  |
| Did You Hear the Rain? | EP en format de descàrrega digital                      | 25 d'octubre del 2013 | Sony Music Entertainment |                |
| Cassy O'               | EP en format de descàrrega digital                      | 7 de març de 2014     | Sony Music Entertainment | BPI: Plata     |
| Staying at Tamara's    | Àlbum d'estudi en format de descàrrega digital, CD i LP | 23 de març del 2018   | Columbia Records         | BPI: Or        |